# Kervin Andrade
Kervin Mario Andrade Navarro (Ciudad Guayana, Venezuela; 13 de abril de 2005) es un futbolista venezolano que juega como mediocampista ofensivo en el Fortaleza del Campeonato Brasileño de Serie A.

## Trayectoria

### Deportivo La Guaira
Proveniente de las inferiores del Mineros de Guayana, Andrade entró a las inferiores del Deportivo La Guaira y rápidamente fue promovido al primer equipo. Debutó en el primer equipo de La Guaira el 25 de abril de 2021 en el empate sin goles ante Academia Puerto Cabello.
En septiembre de 2022, fue incluido en la lista de promesas del fútbol mundial del periódico británico The Guardian.

### Fortaleza E.C
El 1 de julio del 2023 fue cedido al equipo brasileño Fortaleza siendo parte principalmente del equipo juvenil. Gracias a sus buenas actuaciones en las inferiores Kervin debutó con el primer equipo el 20 de enero de 2024 y marcando su primer gol en dicho encuentro.
Gracias a sus seguidas buenas actuaciones en marzo del mismo año fue fichado definitivamente por el cuadro brasileño al comprar el 50% de sus derechos y con contrato hasta 2028.

## Selección nacional
Andrade debutó con la selección absoluta de Venezuela el 24 de marzo del 2024 en un encuentro amistoso frente a la selección de Guatemala.

## Estadísticas
Actualizado al último partido disputado el 4 de diciembre de 2024.
| Deportivo La Guaira · Venezuela | 1.ª           | 2021          | 12 | 1 | 0 | -  | - | - | - | - | - | 0 | 0 | 0 | 12 | 1  | 0 |
| Deportivo La Guaira · Venezuela | 1.ª           | 2022          | 28 | 3 | 4 | -  | - | - | - | - | - | 2 | 0 | 0 | 30 | 3  | 4 |
| Deportivo La Guaira · Venezuela | 1.ª           | 2023          | 14 | 2 | 0 | -  | - | - | - | - | - | 0 | 0 | 0 | 14 | 2  | 0 |
| Deportivo La Guaira · Venezuela | Total club    | Total club    | 54 | 6 | 4 | -  | - | - | - | - | - | 2 | 0 | 0 | 56 | 6  | 4 |
| Fortaleza Brasil | 1.ª           | 2024          | 12 | 1 | 1 | 13 | 4 | 4 | 4 | 1 | 0 | 5 | 1 | 0 | 34 | 7  | 5 |
| Fortaleza Brasil | Total Club    | Total Club    | 12 | 1 | 1 | 13 | 4 | 4 | 4 | 1 | 0 | 5 | 1 | 0 | 34 | 7  | 5 |
| Total carrera | Total carrera | Total carrera | 66 | 7 | 5 | 13 | 4 | 4 | 4 | 1 | 0 | 7 | 1 | 0 | 90 | 13 | 9 |
| (1) Incluye datos del torneo cearense y la copa del nordeste (2) La Copa Venezuela se encontraba suspendida en esos años(3) Incluye datos de la Copa Sudamericana |               |               |    |   |   |    |   |   |   |   |   |   |   |   |    |    |   |